# 史密斯冰原島峰
70°13′S 64°35′E / 70.217°S 64.583°E
史密斯冰原島峰（英語：Smith Nunatak）是南極洲的冰原島峰，位於麥克羅伯特森地，屬於查爾斯王子山脈中阿索斯山脈的一部分，根據澳大利亞探險隊拍攝的空中照片繪入地圖，現時由南極條約體系管理。